# 정합적 역사
양자역학에서 정합적 역사(Consistent histories) 접근은 양자역학에 대한 현대적 해석을 제공하고 기존의 코펜하겐 해석을 일반화하고 양자 우주론 의 자연스러운 해석을 제공하기 위한 것이다. 양자역학에 대한 이러한 해석은 정합성 기준을 기반으로 하며, 이 기준을 통해 각 역사에 대한 확률이 슈뢰딩거 방정식과 일치하면서 고전적 확률의 규칙을 따르도록 시스템의 다양한 대체 이력에 확률을 할당할 수 있다. 양자역학에 대한 일부 해석, 특히 코펜하겐 해석과 달리 이 틀은 물리적 과정에 대한 관련 설명으로 "파동 함수 붕괴"를 포함하지 않으며 측정 이론이 양자역학의 기본 요소가 아님을 강조한다.

## 역사
동질적인 역사 {\displaystyle H_{i}} (여기 {\displaystyle i} 레이블이 다른 역사)는 일련의 명제 {\displaystyle P_{i,j}}이다. 이 명제는 시간의 다른 순간에 지정 {\displaystyle t_{i,j}} (여기 {\displaystyle j} 시간을 표시함)에 구체화된다. 이것을 다음과 같이 쓴다:
{\displaystyle H_{i}=(P_{i,1},P_{i,2},\ldots ,P_{i,n_{i}})}
그리고 그것을 "명제 {\displaystyle P_{i,1}}는 시간 {\displaystyle t_{i,1}}에 참이다 그리고 나서 명제 {\displaystyle P_{i,2}}는 시간 {\displaystyle t_{i,2}}에 참이다  그리고 {\displaystyle \ldots } "라고 읽는다. 시간 {\displaystyle t_{i,1}<t_{i,2}<\ldots <t_{i,n_{i}}} 엄밀히 순서가 있다.
이질적 역사는 동질적 역사로 표현될 수 없는 여러 시간의 명제이다. 예는 두 개의 동종 기록의 논리적 OR이다. {\displaystyle H_{i}\lor H_{j}} .
이러한 명제는 모든 가능성을 포함하는 모든 질문 세트에 해당할 수 있다. 예는 "전자가 왼쪽 슬릿을 통과했다", "전자가 오른쪽 슬릿을 통과했다" 및 "전자가 어느 쪽 슬릿도 통과하지 않았다"를 의미하는 세 가지 명제일 수 있다. 이론의 목적 중 하나는 "내 열쇠는 어디에 있습니까?"와 같은 고전적인 질문이 일관성이 있다고 보여주는 것이다. 이 경우 공간의 작은 영역에서 키의 위치를 지정하는 각각의 명제를 많이 사용할 수 있다.
각각의 일회성 명제 {\displaystyle P_{i,j}}는 사영작용소 {\displaystyle {\hat {P}}_{i,j}}로 나타낼 수 있다.  시스템의 힐베르트 공간에 작용한다(연산자를 나타내기 위해 "모자"를 사용한다). 그런 다음 단일 시간 투영 연산자의 시간 순서 곱으로 동종 기록을 나타내는 것이 유용하다. 이것은 크리스토퍼 이샴(Christopher Isham)이 개발한 HPO(History Projection Operator) 형식주의이며 자연스럽게 역사 명제의 논리적 구조를 인코딩한다.

## 정합성
정합적 역사 접근 방식의 중요한 구성은 동종 히스토리에 대한 class operator이다.
{\displaystyle {\hat {C}}_{H_{i}}:=T\prod _{j=1}^{n_{i}}{\hat {P}}_{i,j}(t_{i,j})={\hat {P}}_{i,n_{i}}\cdots {\hat {P}}_{i,2}{\hat {P}}_{i,1}}
일련의 역사 {\displaystyle \{H_{i}\}}는 다음과 같은 경우,
{\displaystyle \operatorname {Tr} ({\hat {C}}_{H_{i}}\rho {\hat {C}}_{H_{j}}^{\dagger })=0}
for {\displaystyle i\neq j} 인 경우에 대하여 이 식이 성립한다면 정합적이다. 여기 {\displaystyle \rho } 초기 밀도 행렬을 나타내며 연산자는 하이젠베르크 묘사로 표현된다.
히스토리 세트는 {\displaystyle i\neq j}일 때, 다음과 같은 경우 약하게 정합적이다.
{\displaystyle \operatorname {Tr} ({\hat {C}}_{H_{i}}\rho {\hat {C}}_{H_{j}}^{\dagger })\approx 0}

## 확률
일련의 기록이 일관되면 확률이 일관된 방식으로 할당될 수 있다. 역사  {\displaystyle H_{i}}의 확률은 다음과 같다.
{\displaystyle \operatorname {Pr} (H_{i})=\operatorname {Tr} ({\hat {C}}_{H_{i}}\rho {\hat {C}}_{H_{i}}^{\dagger })}

## 해석
일관된 역사에 기반한 해석은 양자 결어긋남에 대한 통찰력과 함께 사용된다. 양자 결맞음은 되돌릴 수 없는 거시적 현상(따라서 모든 고전적 측정)이 기록을 자동으로 일관성 있게 만들어 이러한 측정 결과에 적용할 때 고전적 추론과 "상식"을 회복할 수 있음을 의미한다. 결어긋남를 보다 정밀하게 분석하면 (원칙적으로) 고전적 영역과 양자 영역 사이의 경계를 정량적으로 계산할 수 있다.
완전한 이론을 얻으려면 위의 형식 규칙에 특정 힐베르트 공간과 역학을 제어하는 규칙(예: 해밀토니언)이 추가되어야 한다.
머리 겔만, 제임스 하틀, 롤랜드 옴네스(Roland Omnès), 로버트 B. 그리피스(Robert B. Griffiths)와 같은 정합적 역사 해석의 지지자들은 그들의 해석이 오래된 코펜하겐 해석의 근본적인 단점을 명확히 하고 양자역학에 대한 완전한 해석 프레임워크로 사용될 수 있다고 주장한다.
정합적 역사 접근은 양자 시스템의 어떤 속성을 단일 프레임워크 에서 처리할 수 있는지, 어떤 속성을 다른 프레임워크에서 처리해야 하는지 이해하는 방식으로 해석될 수 있으며 단일 프레임워크에 속하는 것처럼 결합하면 의미 없는 결과를 생성한다. 따라서 J. S. Bell이 가정할 수 있다고 가정한 속성이 결합될 수 없는 이유를 공식적으로 입증할 수 있게 된다. 다른 한편으로, 고전적이고 논리적인 추론이 양자 실험에도 적용된다는 것을 입증하는 것이 가능하게 되었지만 이제 우리는 그러한 추론이 어떻게 적용되는지에 대해 수학적으로 정확할 수 있다.